# Rudolf Brandt (Astronom)
Rudolf Brandt (* 1905; † 1975) war ein deutscher Diplom-Optiker und wissenschaftlicher Mitarbeiter der Sternwarte Sonneberg in Thüringen. Während seiner langjährigen Tätigkeit in Sonneberg bereicherte er die beobachtende Astronomie um mehrere messtechnische Innovationen und veröffentlichte mehrere Sachbücher.

## Als wissenschaftlich-technischer Assistent an der Sternwarte Sonneberg
Im Jahre 1929 trat er als Assistent von Cuno Hoffmeister und als Nachfolger von Kurt Glass in den Dienst der Sternwarte Sonneberg, die 1925 auf Initiative Hoffmeisters durch die Stadt Sonneberg auf dem Hochplateau des Erbisbühls (Ortsteil Neufang) errichtet worden war. Er zählte bald zu den profiliertesten Mitarbeitern der Sternwarte.
Brandts Hauptarbeitsgebiet war zunächst die systematische fotografische Überwachung des nördlichen Sternhimmels. Sie setzte die 1926 begonnenen 41 Himmelsfelder (je 8 × 8°) entlang der Milchstraßenebene fort und intensivierte den Beobachtungsrhythmus. Dieses Sonneberger Forschungsprojekt mit hochqualitativen Astro-Fotoplatten war die Basis für eine Statistik der Veränderlichen Sterne und fand in Kooperation mit der Universitätssternwarte Berlin-Babelsberg unter Paul Guthnick statt.
Schon 1929 wurde das Plattenarchiv so organisiert, dass eine rasche Kontrolle aller gewünschten Himmelsregionen möglich wurde. Auf den Platten sollten zunächst mit dem Blinkkomparator möglichst viele Veränderliche gefunden und überwacht werden, woraus später die Verteilung der verschiedenen Sternarten in der Galaxis erforscht wurde. Um 1960 wurde die Zahl der regelmäßig aufgenommenen Sternfelder auf 100 erhöht, wodurch das Sonneberger Plattenarchiv für die Astronomie weltweit zur einzigartigen Fundgrube für Entdeckungen wurde.
Für die Sonneberger Himmelsüberwachung diente zunächst ein Astrograf mit einem Ernemann-Objektiv von 135 mm Öffnung und 240 mm Brennweite, den Brandt betreute. Ab etwa 1928/29 waren in diese Himmelsüberwachung vier Weitwinkelkameras an drei deutschen Beobachtungsorten involviert: Zwei Kameras in Babelsberg und je eine an den Sternwarten in Sonneberg und in Bamberg. Wegen der idealen Beobachtungsbedingungen in Sonneberg wurden diese vier Kameras jedoch im Laufe der 1930er Jahre in der Sternwarte Sonneberg konzentriert.
Als 1930 ein Forschungsstipendium der Notgemeinschaft der deutschen Wissenschaft für Hoffmeister auslief und die Stadt Sonneberg im Zuge der Weltwirtschaftskrise zahlungsunfähig wurde, geriet die Sternwarte in Existenznöte. Schließlich wurde sie an den preußischen Staat verpachtet und ab 1931 als Abteilung der Universitätssternwarte Berlin-Babelsberg geführt.

## Instrumentelle Entwicklungen
Cuno Hoffmeister verwendete auf seiner Schiffsreise durch die Karibik (1930) ein von Brandt entwickeltes und gebautes Flächenfotometer, um mit ihm den genauen Helligkeitsverlauf der südlichen Milchstraße und des Zodiakallichts von Bord des Schiffes MS "Magdalena" aus zu vermessen. Anschließend überarbeitete Brandt das Design des Messinstruments und konnte seine Genauigkeit nochmals steigern. Dieses Instrument nutzte Hoffmeister auf seiner zweiten Forschungsfahrt auf der Südhalbkugel, die er 1933 an Bord der MS "Phrygnia" absolvierte.
Nach der Verstaatlichung konnten größere optische Instrumente entwickelt und in Betrieb genommen werden – vor allem ein Astrograf von 400 mm Öffnung und 1600 mm Objektivbrennweite. Damit erhöhte sich ab 1938 die Reichweite der fotografischen Sternfelder bis zur Magnitude 17,5.
Mit dem 1938 angestellten Paul Ahnert, der dort 50 Jahre wirkte, begann Brandt bald eine intensive Kooperation, die u. a. in der langjährigen Herausgabe des Himmelsjahres – und später des Ahnert-Jahrbuches (Kalender für Sternfreunde) – sichtbar wurde. 1940 wurde sein Chef Cuno Hoffmeister Professor für Astronomie, musste aber die Sternwarte dem Wetterdienst der deutschen Luftwaffe unterstellen. Bald wurden er und vier Mitarbeiter zur Wehrmacht eingezogen, was Brandt aber (durch den Wetterdienst?) erspart blieb.
Die während des Zweiten Weltkriegs angeordneten Verdunklungsmaßnahmen ermöglichten den Sonneberger Astronomen wieder die besonders in den Zwanzigerjahren betriebene systematische Beobachtung von Meteoren und des Zodiakallichtes. Einschränkungen im Beobachtungsbetrieb entstanden durch die Eingliederung der Sternwarte in das Dienstregime des militärisch organisierten und der Luftwaffe unterstellten Reichswetterdienstes. Zu den astronomischen Arbeiten kamen meteorologische.
Im August 1945 musste die Sternwarte ihr Hauptinstrument, den 400/1600-mm-Astrografen, zwei der Himmelsüberwachungskameras und weitere Messgeräte als Reparationsleistung an sowjetische Sternwarten abgeben. Der mit den Demontagearbeiten beauftragte und für diese im Dienst der Sowjetarmee stehende Astronom Boris Kukarkin ermöglichte jedoch den Verbleib des Plattenarchivs an der Sternwarte, was dort die Fortsetzung der Forschungsarbeiten mit möglich machte.

## Brandts Erfahrungsschatz für seine Bücher
Brandt gewann einen großen Erfahrungsschatz, den er in seine Bücher und in viele Zeitschriftenartikel einfließen ließ. 1957 konnte er beim Kosmos-Verlag (allerdings in der Bundesrepublik Deutschland) Das Fernrohr des Sternfreundes publizieren. Das Buch bildete über Jahrzehnte trotz seiner nur 85 Seiten eine viel benützte Grundlage für visuelle und fotografische Astronomie.
Als astronomische Beobachtungshilfen für den Astroamateur stammen aus Brandts Ideenkasten u. a. ein Sonnenprisma, das neben der Lichtdämpfung auch bewirkt, dass es sich durch geschickte Anordnung der Optik kaum erhitzen kann, und Anleitungen zu verschiedenen Adaptern. Sein Stativ-Adapter für Feldstecher aus Rundmetall oder Rundholz wurde in der DDR wohl tausende Male nachgebaut – doch auch in Ländern, wo keine Mangelwirtschaft herrschte.
Durch das Nachkriegschaos war die Verbindung nach Berlin und Babelsberg völlig unterbrochen – wieder einmal drohte die Schließung wegen Geldmangels. Hoffmeister konnte Betrieb und Personal zunächst von Erspartem zahlen, dann sprang die Carl-Zeiss-Stiftung von Jena ein. Als im April 1946 aus den Resten der preußischen die ostdeutsche Akademie der Wissenschaften gegründet wurde, kam die Sternwarte Sonneberg zum Status „außeruniversitäre Forschung“ der sowjetischen Besatzungszone. Mit der Gründung der Bundesrepublik Deutschland (23. Mai 1949) und der DDR wurde allerdings die Kooperation zum Westen fast unmöglich. Ein gewisser Ersatz dafür war das in Sonneberg verbliebene Plattenarchiv, das Brandt mitbetreute und das seit 1945 mit einigen zehntausend Platten das zweitgrößte der Erde war.

## Großteleskope und DDR-Politik
Die Errichtung einer 6-m-Kuppel (1946) und die Anstellung von vier jungen Astronomen war für den gelernten Optiker Brandt eine neue Herausforderung. In der Kuppel wurde ein Linsenfernrohr mit 2 Meter Brennweite untergebracht, und 1950 ein zweiter Neubau errichtet: Ein Laboratoriumshaus (Projekt interplanetare Materie von N. B. Richter) mit aufgesetzter 4.5-m-Kuppel. In ihr wurde 1951 ein Spiegelteleskop für lichtelektrische Helligkeitsmessungen eingerichtet, das über zwei Jahrzehnte seinen Dienst tat.
In die größte Installation zur Füllung der russischen Reparations-Lücken war Brandt ebenfalls eingebunden: die 1952 aufgestellte Schmidt-Kamera 70 / 172 cm, an der vor allem Wolfgang Wenzel arbeitete. Schon vorher waren Instrumente der 1946 aufgelösten Privatsternwarte des Herzogs Ernst von Sachsen-Altenburg zu adaptieren. Günstig war dabei die Kooperation mit Mechaniker-Meister Reinhardt Lehmann, von dem u. a. ein Laboratoriums-Spektrograf stammt (1955).
In den Jahren 1957 und 1958 wurde schließlich ein neues Sternwarte-Hauptgebäude mit 8-Meter-Kuppel errichtet und die Aufstellung von großer Schmidt-Kamera, Astrograph und (1958) des neuen 60-cm-Cassegrain-Spiegelteleskops organisiert. Diese Erfahrungen versetzen Brandt – der weiterhin auch als Hobbyastronom tätig blieb – in die Lage, als Buchautor auf die im Osten nun stärker geförderte Populär-Wissenschaft einzugehen.
In den Jahren bis 1962 wird die Sonneberger Beobachtungstechnik quantitativ wie qualitativ enorm erweitert: Zwei neue 40-cm-Astrografen (1960 vom VEB Zeiss-Jena und 1961 aus Hoffmeisters Mitteln), sowie die von Paul Ahnert und Hans Huth konzipierte und in der Werkstatt gebaute Kamera-Anlage zur Himmelsüberwachung (1962). Nun kann der gesamte Nordhimmel und der halbe Südhimmel (bis zur Deklination von −35°) innerhalb einer Nacht sogar in zwei Lichtbereichen – gelb/grün (fotovisuell) und blau – fotografiert werden. Dieses System ist das effektivste in der bisherigen Astronomiegeschichte. Es brachte u. a. durch Gerold A. Richter einen Durchbruch für die Erforschung der Veränderlichen-Typen und ihrer galaktischen Kosmogonie. Gleichzeitig nahmen die Probleme mit der SED-Staatsleitung zu (Absetzung Hoffmeisters 1967, für das Jahr 1969 geplante Schließung der Sternwarte, ihre Eingliederung ins neue „Institut für Sternphysik“). Der allgemeine Widerstand gegen die Übersiedlung nach Potsdam führte zu einem absurden, zweijährigen Beobachtungsverbot für die großen Sonneberger Instrumente – was aber insgeheim ignoriert wurde. Die inzwischen längste fotografische Beobachtungsreihe der Welt wurde – auch durch Brandts Einsatz – nicht unterbrochen.
1968 wurden alle DDR-Astronomen zum Austritt aus der Astronomischen Gesellschaft gezwungen und jeder Fachkontakt zur Bundesrepublik Deutschland stark eingeschränkt. Brandt und seinen Kollegen gelang es trotzdem, in der astrophysikalischen Messtechnik à jour zu bleiben.
Mit der politischen Wiedervereinigung Deutschlands am 3. Oktober 1990 endete die Akademie der Wissenschaften der DDR auch als Träger der Sternwarte, die zunächst in Obhut des Landes Brandenburg kam. 1991/92 empfahl die Evaluierungs-Kommission die Schließung, sie wurde aber zur Außenstelle der Thüringer Landessternwarte Tautenburg und erhielt 1995 eine private Firma als Träger. Die letzten Entwicklungen erlebte Rudolf Brandt nicht mehr – er starb 1975, sodass ihm die letztgenannten Enttäuschungen für „seine“ Thüringer Sternwarte erspart blieben.

## Werke (Auswahl)
- Himmelswunder im Feldstecher. Verlag Johann Ambrosius Barth, Leipzig 1938, 3. Auflage 1952, 6. Auflage ca. 1970.

Dazu der VdS: Eines der schönsten Bücher ... erlebte 7 Auflagen. Wer ein solches Exemplar [im Antiquariat] ergattern kann, sollte unbedingt zugreifen.
- Das Himmelsjahr. Astronomisches Jahrbuch (3 Mitautoren). Kosmos-Verlag 1941–1948
- Ahnerts Kalender für Sternfreunde. Astronomisches Jahrbuch (3 Mitautoren) J.A. Barth-Verlag Leipzig, ab 1949
- Das Fernrohr des Sternfreundes. Franckh-Kosmos, Stuttgart 1957/58 (weitere Auflagen 1962 etc.)
- Aus der Geschichte der Sternwarte Sonneberg. Mitteilungen der Sternwarte zu Sonneberg, Sonderband 57 (ca. 1965)
- Himmelsbeobachtung mit dem Feldstecher. Verlag Johann Ambrosius Barth Leipzig, 1972 (6 frühere Auflagen unter dem Titel Himmelswunder im Feldstecher).
- Himmelsbeobachtungen mit dem Fernglas. Eine Einführung für Sternenfreunde von Rudolf Brandt, Bernd Müller und Eberhard Splittgerber, Verlag Deutsch (Harri), 2006 und (gebunden) 2007.